# Weishan Hu (del av en sjö)
Weishan Hu är en del av en sjö i Kina. Den ligger i den östra delen av landet, 600 km söder om huvudstaden Peking. Weishan Hu ligger 28 meter över havet. Arean är 175 kvadratkilometer. Den sträcker sig 18,9 kilometer i nord-sydlig riktning, och 17,6 kilometer i öst-västlig riktning.